# Jeanette Eitelberger
Jeanette Eitelberger Edle von Edelberg (* 1838; † 17. Februar 1909  in Wien) war eine österreichische Frauenrechtlerin.

## Leben
Jeanette Eitelberger war an frauenpolitischen Fragen interessiert und arbeitete von Anbeginn bis zu ihrem Tod beim Wiener Frauen-Erwerbs-Verein mit. Dieser war der erste Frauenverein mit wirtschaftlichen Zielsetzungen in Österreich. Sie führte den Verein von 1873 bis 1897 als Präsidentin. Im Jahr 1891 gründete der Verein ein Mädchenlyzeum mit Öffentlichkeitsrecht und sechs Klassen.
Ziel des Verein war die Bildungs- und Erwerbsmöglichkeiten von Frauen zu verbessern. Er gab auch Soforthilfen bei Notsituationen. Bald nach der Gründung wurde eine Nähstube geschaffen und 1868 eröffnete der Verein die „Handelsschule 1“ in der Walfischgasse 4. Bis 1872 folgten zehn weitere Schulen mit mehreren Tausend Schülerinnen und bis 1880 hatte der Verein 22 Schulen und Kurse eingerichtet. Der Verein in Wien wurde Vorbild für weitere Gründungen von Frauenerwerbsvereinen in Brünn, Prag, Salzburg, Klagenfurt und anderen Orten.
Eitelberger förderte die Kunststickerei und erwarb sich Verdienste um Gründung und Förderung gewerblicher Fortbildungsschulen für die weibliche Jugend ihrer Heimatstadt. Sie wurde 1879 mit dem Goldenen Verdienstkreuz mit der Krone, der höchsten Stufe des Zivil-Verdienstkreuzes, ausgezeichnet.
Jeanette Eitelberger war eine Tochter des Philosophieprofessors Franz Carl Lott (1807–1874). Sie heiratete 1864 den Universitätsprofessor für Kunstgeschichte Rudolf Eitelberger, Ritter von Edelberg (1817–1885). Der Eisenbahnpionier Julius Lott (1836–1883) war ihr Bruder.